# محسن مهر علي زاده
محسن مهر علي زاده (بالفارسية: محسن مهرعلیزاده) (30 سبتمبر 1956 - )؛ سياسي إصلاحي إيراني، كان محافظًا لخراسان ما بين عامي 1997 و2001 ومحافظًا لأصفهان ما بين عامي 2017 و2018، ونائبًا لرئيس الجمهورية محمد خاتمي لشؤون الرياضة ما بين عامي 2001 و2005. في عام 2021، ترشّح لانتخابات الرئاسة الإيرانية، ونال ترشحه موافقة مجلس صيانة الدستور في 25 مايو 2021، ليكون ضمن قائمة ضمّت سبعة مرشحين يتسابقون لخلافة الرئيس الإيراني حسن روحاني، الذي سينهي ولايته الثانية في 3 يونيو 2021.